# Japan Women's Open 2017
Japan Women's Open 2017, oficiálním sponzorským názvem Hashimoto Sogyo Japan Women's Open Tennis 2017, byl tenisový turnaj pořádaný jako součást ženského okruhu WTA Tour, který se odehrával na otevřených dvorcích s tvrdým povrchem DecoTurf tenisového centra Ariake Coliseum. Probíhal mezi 9. až 17. zářím 2017 v japonské metropoli Tokiu jako devátý ročník turnaje.
Turnaj s rozpočtem 250 000 dolarů patřil do kategorie WTA International. Nejvýše nasazenou hráčkou ve dvouhře se stala světová třináctka Kristina Mladenovicová z Francie, kterou v úvodním kole vyřadila chorvatská kvalifikantka Jana Fettová. Jako poslední přímá účastnice do dvouhry nastoupila 109. hráčka žebříčku Misa Egučiová z Japonska.
V roce 2015 došlo ke změně dějiště, když byl turnaj z Ósaky přemístěn do Tokia.
Premiérovou singlovou trofej kariéry vybojovala 23letá kazašská kvalifikantka Zarina Dijasová.  Deblovou část ovládla japonsko-čínská dvojice Šúko Aojamová a Jang Čao-süan.

## Distribuce bodů a finančních odměn

### Distribuce bodů
| Soutěž  | vítězky | finalistky | semifinalistky | čtvrtfinalistky | 16 v kole | 32 v kole | Q  | Q3 | Q2 | Q1 |
| ------- | ------- | ---------- | -------------- | --------------- | --------- | --------- | -- | -- | -- | -- |
| dvouhra | 280     | 180        | 110            | 60              | 30        | 1         | 18 | 14 | 10 | 1  |
| čtyřhra | 280     | 180        | 110            | 60              | 1         | —         | —  | —  | —  | —  |

### Finanční odměny
| Soutěž                                | vítězky | finalistky | semifinalistky | čtvrtfinalistky | 16 v kole | 32 v kole | Q      | Q2   | Q1   |
| ------------------------------------- | ------- | ---------- | -------------- | --------------- | --------- | --------- | ------ | ---- | ---- |
| dvouhra                               | $43 000 | $21 400    | $11 300        | $5 900          | $3 310    | $2 925    | $1 005 | $730 | $530 |
| čtyřhra                               | $12 300 | $6 400     | $3 435         | $1 820          | $960      | —         | —      | —    | —    |
| částky ve čtyřhře jsou uváděny na pár |         |            |                |                 |           |           |        |      |      |

## Ženská dvouhra

### Nasazení
| Stát                          | Hráčka                 | WTA | Nasazení |
| ----------------------------- | ---------------------- | --- | -------- |
| Francie                       | Kristina Mladenovicová | 13. | 1.       |
| Čína                          | Čang Šuaj              | 26. | 2.       |
| Belgie                        | Elise Mertensová       | 39. | 3.       |
| Česko                         | Kristýna Plíšková      | 41. | 4.       |
| Austrálie                     | Samantha Stosurová     | 44. | 5.       |
| Japonsko                      | Naomi Ósakaová         | 45. | 6.       |
| USA                           | Alison Riskeová        | 49. | 7.       |
| Kazachstán                    | Julia Putincevová      | 50. | 8.       |
| Žebříček WTA k 28. srpnu 2017 |                        |     |          |

### Jiné formy účasti
Následující hráčky obdržely divokou kartu do hlavní soutěže:
- Kimiko Dateová
- Kristina Mladenovicová
- Kristýna Plíšková

Následující hráčka využila k startu žebříčkovou ochranou:
- Misa Egučiová

Následující hráčky si zajistily postup do hlavní soutěže v kvalifikaci:
- Zarina Dijasová
- Jana Fettová
- Miju Katová
- Danka Kovinićová

### Odhlášení
před zahájením turnaje
- Lauren Davisová → nahradila ji Jana Čepelová
- Magdaléna Rybáriková → nahradila ji  Sara Sorribesová Tormová
- Kateřina Siniaková → nahradila ji  Kurumi Naraová
- Natalja Vichljancevová → nahradila ji  Richèl Hogenkampová
- Donna Vekićová → nahradila ji  Chan Sin-jün
- Markéta Vondroušová → nahradila ji  Aljaksandra Sasnovičová
- Čeng Saj-saj → nahradila ji  Sie Šu-wej

### Skrečování
- Aljaksandra Sasnovičová (gastrointestinální potíže)[1]
- Chan Sin-jün (poranění levé kyčle)[1]

## Ženská čtyřhra

### Nasazení
| Stát                                                                      | Hráčka              | Stát      | Hráčka                | WTA | Nasazení |
| ------------------------------------------------------------------------- | ------------------- | --------- | --------------------- | --- | -------- |
| Japonsko                                                                  | Makoto Ninomijová   | Česko     | Renata Voráčová       | 70. | 1.       |
| Japonsko                                                                  | Eri Hozumiová       | Japonsko  | Miju Katová           | 78. | 2.       |
| Ukrajina                                                                  | Ljudmyla Kičenoková | Slovinsko | Katarina Srebotniková | 82. | 3.       |
| Japonsko                                                                  | Šúko Aojamová       | Čína      | Jang Čao-süan         | 86. | 4.       |
| Žebříček WTA k 28. srpnu 2017; číslo je součtem umístění obou členek páru |                     |           |                       |     |          |

### Jiné formy účasti
Následující páry obdržely divokou kartu do hlavní soutěže:
- Čuang Ťia-žung /  Misaki Doiová
- Erina Hajašiová /  Momoko Koboriová

## Přehled finále

### Ženská dvouhra
- Zarina Dijasová vs.  Miju Katová, 6–2, 7–5

### Ženská čtyřhra
- Šúko Aojamová /  Jang Čao-süan vs.  Monique Adamczaková /  Storm Sandersová, 6–0, 2–6, [10–5]